# Občina Trzin
Občina Trzin je ena od občin v Republiki Sloveniji. Do leta 1998 je bilo območje občne Trzin del občine Domžale. Obsega samo naselje Trzin in je z 8,6 km² površine tretja najmanjša slovenska občina, ki ima okoli 4.000 prebivalcev.
Leta 2016 je občina s Turističnim društvom Kanja Trzin prejela valvasorjevo diplomo za doprinos k ohranjanju in promociji kulturne dediščine Trzina.